# Alfred Delcourt
Alfred Delcourt (Sleidinge, 17 gennaio 1929 – 12 dicembre 2012) è stato un arbitro di calcio belga.

## Carriera
Delcourt fece il suo esordio in massima divisione belga nel 1965 e due anni dopo fu nominato arbitro internazionale. Il 28 novembre 1973 Delcourt fu l'arbitro della finale di Coppa Intercontinentale tra Juventus e Independiente, disputata a Roma. Il 17 maggio 1974 fu designato per arbitrare la ripetizione della finale di Coppa dei campioni tra Bayern Monaco e Atlético Madrid. Il 17 giugno 1976 diresse la semifinale del campionato d'Europa 1976 tra Jugoslavia e Germania Ovest a Belgrado. Si ritirò dall'attività di arbitro nel 1978.